# Championnat d'Amérique du Sud féminin de volley-ball 2003
Navigation
Édition précédente Édition suivante
Le 25e championnat d'Amérique du Sud de volley-ball féminin s'est déroulé du 4 juin 2003 au 6 juin 2003 à Bogota, Colombie. Il a mis aux prises les quatre meilleures équipes continentales.

## Équipes présentes
- Argentine
- Brésil
- Colombie
- Pérou

## Classement final
| Place              | Équipe    |
| ------------------ | --------- |
| Médaille d'or      | Brésil    |
| Médaille d'argent  | Argentine |
| Médaille de bronze | Pérou     |
| 4                  | Colombie  |